# Fiodor Smołow
Fiodor Michajłowicz Smołow (ros. Фёдор Миха́йлович Смолов, ur. 9 lutego 1990 w Saratowie) – rosyjski piłkarz grający na pozycji napastnika.

## Kariera klubowa
Karierę piłkarską Smołow rozpoczął w klubie Master-Saturn Jegorjewsk. Następnie był zawodnikiem juniorów Saturna Ramienskoje, a w 2007 roku odszedł do Dynama Moskwa. W 2007 roku zaczął grać w rezerwach tego klubu, a w 2008 roku awansował do kadry pierwszego zespołu. 28 kwietnia 2007 zadebiutował w Priemjer-Lidze w wygranym 1–0 wyjazdowym meczu z Łuczem-Eniergiją Władywostok, gdy w 90. minucie zmienił Cícero. 27 września 2008 w spotkaniu z Krylją Sowietow Samara (3–3) strzelił swojego pierwszego gola w rosyjskiej lidze.
W 2010 roku Smołow został wypożyczony do Feyenoordu. W Eredivisie swój debiut zanotował 8 sierpnia 2010 w zwycięskim 3:1 domowym spotkaniu z Utrechtem. W Feyenoordzie rozegrał 11 meczów i spędził tam rundę jesienną sezonu 2010/2011. W 2011 roku wrócił do Dinama Moskwa.
W lipcu 2012 roku został wypożyczony do Anży Machaczkała. W 2014 roku również był wypożyczony do Anży. Z kolei latem 2014 został wypożyczony do Urału Jekaterynburg. W 2015 roku został zawodnikiem FK Krasnodar. W 2018 roku przeszedł do Lokomotiwu Moskwa, z którym wywalczył dwa wicemistrzostwa Rosji w sezonach 2018/2019 i 2019/2020 oraz zdobył dwa Puchary Rosji w sezonach 2018/2019 i 2020/2021. W sezonie 2019/2020 był wypożyczony do Celty Vigo. W 2022 wrócił do Dinama Moskwa.

### Statystyka
| Sezon   | Klub               | Kraj      | Rozgrywki        | Mecze | Bramki |
| ------- | ------------------ | --------- | ---------------- | ----- | ------ |
| 2007    | Dinamo Moskwa      | Rosja     | Priemjer-Liga    | 3     | 0      |
| 2008    | Dinamo Moskwa      | Rosja     | Priemjer-Liga    | 7     | 1      |
| 2009    | Dinamo Moskwa      | Rosja     | Priemjer-Liga    | 19    | 0      |
| 2010    | Dinamo Moskwa      | Rosja     | Priemjer-Liga    | 2     | 0      |
| 2010/11 | Feyenoord          | Holandia  | Eredivisie       | 11    | 0      |
| 2011/12 | Dinamo Moskwa      | Rosja     | Priemjer-Liga    | 23    | 2      |
| 2012/13 | Anży Machaczkała   | Rosja     | Priemjer-Liga    | 15    | 0      |
| 2013/14 | Dinamo Moskwa      | Rosja     | Priemjer-Liga    | 13    | 0      |
| 2013/14 | Anży Machaczkała   | Rosja     | Priemjer-Liga    | 11    | 2      |
| 2014/15 | Urał Jekaterynburg | Rosja     | Priemjer-Liga    | 23    | 8      |
| 2015/16 | FK Krasnodar       | Rosja     | Priemjer-Liga    | 29    | 20     |
| 2016/17 | FK Krasnodar       | Rosja     | Priemjer-Liga    | 22    | 18     |
| 2017/18 | FK Krasnodar       | Rosja     | Priemjer-Liga    | 22    | 14     |
| 2018/19 | FK Krasnodar       | Rosja     | Priemjer-Liga    | 2     | 1      |
| 2018/19 | Lokomotiw Moskwa   | Rosja     | Priemjer-Liga    | 22    | 6      |
| 2019/20 | Lokomotiw Moskwa   | Rosja     | Priemjer-Liga    | 14    | 3      |
| 2019/20 | Celta Vigo         | Hiszpania | Primera División | 14    | 2      |
| 2020/21 | Lokomotiw Moskwa   | Rosja     | Priemjer-Liga    | 21    | 7      |
| 2021/22 | Lokomotiw Moskwa   | Rosja     | Priemjer-Liga    | 15    | 7      |
| 2021/22 | Dynamo Moskwa      | Rosja     | Priemjer-Liga    | 11    | 5      |
| 2022/23 | Dynamo Moskwa      | Rosja     | Priemjer-Liga    | 24    | 10     |
| 2023/24 | Dynamo Moskwa      | Rosja     | Priemjer-Liga    | 25    | 4      |
| 2024/25 | Dynamo Moskwa      | Rosja     | Priemjer-Liga    | 16    | 1      |

## Kariera reprezentacyjna
W swojej karierze Smołow zaliczył występy w reprezentacji Rosji U-21. 14 listopada 2012 zadebiutował w dorosłej reprezentacji w zremisowanym 2:2 towarzyskim meczu ze Stanami Zjednoczonymi.